# Glynis Nunn
Glynis Leanne Nunn OAM (Toowoomba, 4 de dezembro de 1960) é uma ex-atleta australiana, primeira campeã olímpica do heptatlo, incluído como prova atlética dos Jogos Olímpicos em Los Angeles 1984 e o equivalente feminino do decatlo.
Começou a participar de competições de atletismo com apenas nove anos de idade e disputava diversas modalidades, mostrando aptidão para diversas delas, o que a tornou um competidora natural para o então pentatlo feminino - depois substituído nas Olimpíadas pelo heptatlo. Em 1978, com 18 anos, ela se classificou para disputar os Jogos da Comonwealth no Canadá, mas uma lesão impediu sua participação. Em 1982, na primeira competição do heptatlo nestes Jogos, em seu país, ela conquistou a medalha de ouro.
Em 1983, no primeiro Campeonato Mundial de Atletismo, realizado em Helsinque, na Finlândia, Nunn conseguiu apenas o sétimo lugar, numa prova dominada completamente por atletas do leste europeu. Entretanto, com o boicote do mundo comunista às próximas Olímpiadas em Los Angeles, ela se tornou uma das favoritas ao ouro.
A competição em Los Angeles foi bastante acirrada, com cinco atletas disputando as três medalhas palmo a palmo. Mesmo começando com uma vitória nos 100 m c/ barreira, ela acabou o primeiro dia de competições em terceiro lugar. Depois da última prova do segundo dia, os 800 m, que Nunn correu brilhantemente diminuindo seu próprio tempo pessoal em mais de 1,5 s, ocorreu uma grande ansiedade na contagem sobre quem havia ganho, pelas diferenças mínimas totais, mas após as recontagens, confrontação de tempos, e pontuações individuais por modalidades, Nunn acumulou o total de 6390 pontos, cinco a mais que a segunda colocada, a norte-americana Jackie Joyner, tornando-se a primeira campeã olímpica desta prova, onde quebrou cinco recordes pessoais nas sete modalidades da competição. A diferença de pontos dela para Joyner é a menor da história olímpica do heptatlo.
Além de disputar o heptatlo ela ainda foi a quinta nos 100 m c/ barreiras e a sétima no salto em distância.
Após Los Angeles 1984, Nunn abandonou o heptatlo e passou disputar somente os 110 m c/ barreiras. Mesmo prejudicada por várias contusões, ainda conseguiu uma medalha de bronze nos Jogos da Commonwealth de 1986. Abandonou o esporte em 1990, após uma última participação em mais um dos jogos da Comunidade Britânica.